# Sosígenes (cràter)
Sosígenes és un cràter d'impacte lunar situat a la riba oest de la Mare Tranquillitatis. S'hi troba a uns 35 km a l'est de la gran planura emmurallada del cràter Juli Cèsar. La vora del cràter té una alta albedo, fent-lo relativament lluent. Té una petita elevació al mig de la plataforma central. S'hi troba amb el sistema de coordenades planetocèntriques a 8.98 ° latitud N i 17.88 ° longitud E. Fa un diàmetre de 16.99 quilòmetres i va ser anomenat per la UAI l'any 1935 en honor de Sosígenes un astrònom grec.
A l'est, sobre la mare discorre un conjunt d'esquerdes denominat Rimae Sosigenes, que orientades cap al nord abasten una longitud d'uns 150 quilòmetres. El petit cràter en forma de bol Sosígenes A travessa una d'aquestes esquerdes.

## Cràters satèl·lit
Per convenció aquests elements són identificats en els mapes lunars posant la lletra en el costat del punt central del cràter que està més proper a Sosígenes.
|           | \| Sosigenes \| Coordenades \| Diàmetre \| \| --------- \| ---------------------------------- \| -------- \| \| A \| 7° 48′ N, 18° 30′ E / 7.8°N,18.5°E \| 12 km \| \| B \| 8° 18′ N, 17° 12′ E / 8.3°N,17.2°E \| 4 km \| \| C \| 7° 12′ N, 18° 54′ E / 7.2°N,18.9°E \| 3 km \| |          |
| Sosigenes | Coordenades | Diàmetre |
| A         | 7° 48′ N, 18° 30′ E / 7.8°N,18.5°E | 12 km    |
| B         | 8° 18′ N, 17° 12′ E / 8.3°N,17.2°E | 4 km     |
| C         | 7° 12′ N, 18° 54′ E / 7.2°N,18.9°E | 3 km     |

## Altres referències
- (WGPSN), IAU Working Group for Planetary System Nomenclature. «Gazetteer of Planetary Nomenclature. 1:1 Million-Scale Maps of the Moon» (en anglès).  UAI / USGS, 13-02-2013. [Consulta: 6 abril 2016].
- Andersson, L. E.; Whitaker, E. A.,. NASA Catalogue of Lunar Nomenclature (en anglès).  NASA RP-1097, 1982.
- Blue, Jennifer. «Gazetteer of Planetary Nomenclature» (en anglès).  USGS, 25-07-2007. [Consulta: 2 gener 2012].
- Bussey, B.; Spudis, P.. The Clementine Atlas of the Moon (en anglès).  Nueva York: Cambridge University Press, 2004. ISBN 0-521-81528-2.
- Cocks, Elijah E.; Cocks, Josiah C.. Who's Who on the Moon: A Biographical Dictionary of Lunar Nomenclature (en anglès).  Tudor Publishers, 1995. ISBN 0-936389-27-3.
- McDowell, Jonathan. «Lunar Nomenclature» (en anglès).   Jonathan's Space Report, 15-07-2007. [Consulta: 2 gener 2012].
- Menzel, D. H.; Minnaert, M.; Levin, B.; Dollfus, A.; Bell, B. «Report on Lunar Nomenclature by The Working Group of Commission 17 of the IAU» (en anglès). Space Science Reviews, 12, 1971, pàg. 136.
- Moore, Patrick. On the Moon (en anglès).  Sterling Publishing Co, 2001. ISBN 0-304-35469-4.
- Price, Fred W. The Moon Observer's Handbook (en anglès).  Cambridge University Press, 1988. ISBN 0521335000.
- Rükl, Antonín. Atlas of the Moon (en anglès).  Kalmbach Books, 1990. ISBN 0-913135-17-8.
- Webb, Rev. T. W.. Celestial Objects for Common Telescopes, 6ª edición revisada (en anglès).  Dover, 1962. ISBN 0-486-20917-2.
- Whitaker, Ewen A. Mapping and Naming the Moon (en anglès).  Cambridge University Press, 2003. 978-0-521-54414-6.
- Wlasuk, Peter T. Observing the Moon (en anglès).  Springer, 2000. ISBN 1-85233-193-3.